# Sathonay-Village
Sathonay-Village település Franciaországban, Métropole de Lyon különleges státuszú nagyvárosban (métropole: nagyjából „megyei jogú város”). Lakosainak száma 2418 fő (2022. január 1.). Sathonay-Village Cailloux-sur-Fontaines, Fontaines-Saint-Martin, Fontaines-sur-Saône, Rillieux-la-Pape és Sathonay-Camp községekkel határos.

## Népesség
A település népessége az elmúlt években az alábbi módon változott:
| Lakosok száma | 2326 | 2332 | 2394 | 2360 | 2374 | 2369 | 2409 | 2423 | 2418 |
|               | 2013 | 2015 | 2016 | 2017 | 2018 | 2019 | 2020 | 2021 | 2022 |